# Aida Amer
Aida Amer (ur. 26 marca 1968 w Krakowie) – polsko-palestyńska pisarka pisząca po polsku.

## Życiorys
Córka Polki i Palestyńczyka. Mieszka w Krakowie. Absolwentka archeologii na Uniwersytecie Jagiellońskim.
Zadebiutowała w 2011 opowiadaniem Igor i Igor opublikowanym w antologii Wbrew naturze. Rok później ukazała się jej powieść Rantis, zakwalifikowana do Nagrody Literackiej ANGELUS; w 2013 w Magazynie Literackim „Radar” opublikowano opowiadanie autorki pod tytułem Uwolniony.
Opowieści spod oliwnego drzewa, wydane przez wydawnictwo Poławiacze Pereł w 2014 to pierwsza powieść autorki przeznaczona dla dzieci. Jest to zarazem II tom serii 1/2+1/2=∞, tworzonej na zamówienie wydawnictwa przez osoby z urodzenia dwukulturowe. Książka została nominowana do konkursu „Książka Roku 2014” – nagrody literackiej, przyznawanej przez polską sekcję stowarzyszenia IBBY.
W 2017 nakładem Naszej Księgarni ukazała się powieść pisarki : „Kroniki z życia ptaków i ludzi”. Książka ta otrzymała nominację do Wawrzynu - Literackiej Nagrody Warmii i Mazur za rok 2017.    
W 2020 Wydawnictwo MG opublikowało powieść pisarki „Popiołem i cieniem” –  opowieść, która prowadzi równolegle przez życia bohaterów żyjących współcześnie oraz w chwili rozpoczynającej się rewolucji neolitycznej tysiące lat temu.    

## Publikacje
- opowiadanie Igor i Igor, w antologii Wbrew naturze, Amea, Kraków 2011
- opowiadanie Uwolniony, Magazyn Literacki Radar, nr 1(07)/2013
- Rantis, Amea, Kraków 2012[6][7]
- Opowieści spod oliwnego drzewa, ilustracje Nežka Šatkov, Poławiacze Pereł, Warszawa 2014
- Kroniki z  życia ptaków i ludzi, Nasza Księgarnia, Warszawa 2017
- Zaczarowany Ogród Dziadka, ilustracje Agnieszka Żelewska, Fundacja Hospicyjna, Gdańsk 2018
- Popiołem i cieniem, Wydawnictwo MG, Warszawa, 2020